# Pere Carbó i Casañas
Pere Carbó i Casañas (Barcelona, 1921-11 d'octubre de 2001) fou un empresari català.

## Biografia
El 1959 va obrir al carrer Mandri de Barcelona el primer supermercat en forma d'autoservei, on els clients podien escollir directament el producte de les prestatgeries i posar-lo al carro. Aquest establiment fou el punt de partida de l'empresa Autoserveis Caprabo, nom pres de les seves inicials del cognom i les dels seus dos socis (Jaume Prat i Josep Botet) El 1997 va rebre la Creu de Sant Jordi pel seu paper en la normalització lingüística i l'etiquetatge en català.